# Vedbæk (stacja kolejowa)
Vedbæk (duń. Vedbæk Station) – stacja kolejowa w miejscowości Vedbæk, w Regionie Stołecznym, w Danii. Znajduje się na linii Kystbanen.
Obsługiwana jest przez pociągi regionalne.
Budynek dworca został zbudowany w 1897 roku. Podobnie jak inne stacje na linii Øresund, został zaprojektowany przez Heinricha Wenck. Obecnie jest obiektem zabytkowym.

## Linie kolejowe
- Kystbanen